# La trinchera infinita
La trinchera infinita és una pel·lícula espanyola de 2019 dirigida per Jon Garaño, Aitor Arregi, i José Mari Goenaga i protagonitzada per Antonio de la Torre i Belén Cuesta. La pel·lícula està inspirada en Manuel Cortés, alcalde de la localitat malaguenya de Mijas durant la Segona República Espanyola, que va viure ocult trenta anys i la vida del qual va ser relatada en el documental de 2011 30 anys de foscor de Manuel H. Martín. A partir del 28 de febrer de 2020, aquesta pel·lícula estarà disponible en Netflix.

## Sinopsi
En esclatar la Guerra Civil Espanyola, Higinio (Antonio de la Torre) es veu obligat a ocultar-se a la seva casa per por de ser afusellat pels franquistes. El seu tancament durarà trenta anys, els quals compartirà amb Rosa, la seva esposa (Belén Cuesta).

## Premis i nominacions
| Lloc                  | Categoria                        | Nominada/o(s)                                                     | Resultat   |
| --------------------- | -------------------------------- | ----------------------------------------------------------------- | ---------- |
| Premis Dies de Cinema | Millor pel·lícula                | Millor pel·lícula                                                 | Guanyadora |
| Premis Dies de Cinema | Millor actriu                    | Belén Cuesta                                                      | Guanyadora |
| Premis Feroz          | Millor pel·lícula dramàtica      | Millor pel·lícula dramàtica                                       | Nominada   |
| Premis Feroz          | Millor adreça                    | Jon Garaño, Jose Mari Goenaga i Aitor Arregi                      | Nominats   |
| Premis Feroz          | Millor actriu                    | Belén Cuesta                                                      | Guanyadora |
| Premis Feroz          | Millor actor                     | Antonio de la Torre                                               | Nominat    |
| Premis Feroz          | Millor guió                      | Luiso Berdejo i José Mari Goenaga                                 | Nominats   |
| Premis Feroz          | Millor música original           | Pascal Gaigne                                                     | Nominat    |
| Premis Goya           | Millor pel·lícula                | Millor pel·lícula                                                 | Nominada   |
| Premis Goya           | Millor adreça                    | Jon Garaño, Jose Mari Goenaga i Aitor Arregi                      | Nominats   |
| Premis Goya           | Millor actriu                    | Belén Cuesta                                                      | Guanyadora |
| Premis Goya           | Millor actor                     | Antonio de la Torre                                               | Nominat    |
| Premis Goya           | Millor actor revelació           | Vicente Vergara                                                   | Nominat    |
| Premis Goya           | Millor guió original             | Luiso Berdejo i José Mari Goenaga                                 | Nominats   |
| Premis Goya           | Millor adreça de producció       | Ander Sistiaga                                                    | Nominat    |
| Premis Goya           | Millor muntatge                  | Laurent Dufreche i Raúl López                                     | Nominats   |
| Premis Goya           | Millor música original           | Pascal Gaigne                                                     | Nominat    |
| Premis Goya           | Millor fotografia                | Javier Agirre Erauso                                              | Nominat    |
| Premis Goya           | Millor direcció artística        | Pepe Domínguez                                                    | Nominat    |
| Premis Goya           | Millor disseny de vestuari       | Lourdes Fuentes i Saioa Lara                                      | Nominades  |
| Premis Goya           | Millor maquillatge i perruqueria | Yolanda Pinya, Félix Terrer i Nacho Díaz                          | Nominats   |
| Premis Goya           | Millor so                        | Iñaki Díez, Alazne Ameztoy, Xanti Salvador i Nacho Royo-Villanova | Guanyadors |
| Premis Goya           | Millors efectes especials        | Jon Serrano i David Heras                                         | Nominats   |